# Ferrovia della gola di Kurobe
La Ferrovia della gola di Kurobe (横浜高速鉄道?, Kurobe Kyōkoku Tetsudō), chiamata anche Kurotetsu (黒鉄?), è una compagnia ferroviaria con sede nella città di Kurobe, nella prefettura di Toyama.

## Storia
Il 1923 la Japan Electric Power Company inizia la costruzione del binario tra Unazuki e Nekomata (11,8 km) come ferrovia speciale per il trasporto di materiali per la costruzione di centrali elettriche. La tratta fu aperta nel 1926, elettrificata a 600 V DC e prolungata fino a Keyakidaira nel 1937. Il 1° maggio 1951 la Japan Electric Power Company trasferisce apparecchiature e ferrovie alla Kansai Electric Power Company. Il traffico passeggeri iniziò nel 1953 e la diga di Kurobe fu completata nel 1963. Il 4 maggio 1971 la Kansai Electric Power Company fonda la Ferrovia della gola di Kurobe come filiale specializzata in ferrovie per gestire la linea utilizzata per la costruzione della diga.
A causa del crollo di un ponte durante il terremoto di Noto del 2024, tutte le stazioni oltre Nekomata sono chiuse da novembre 2024. I treni operano come viaggio di andata e ritorno tra Unazuki e Nekomata, con i passeggeri che possono scendere temporaneamente al capolinea di Nekomata.

## Linee ferroviarie
L'azienda gestisce una sola linea che viene utilizzata principalmente per il servizio industriale agli impianti idroelettrici lungo la gola del fiume Kurobe. La linea funziona anche come ferrovia turistica, ma solo poche stazioni sono accessibili al pubblico. Lo scartamento è a scartamento ridotto di 762 mm.
- Linea principale (本線?): Unazuki - Keyakidaira (20,1 km, 10 stazioni)

## Materiale rotabile

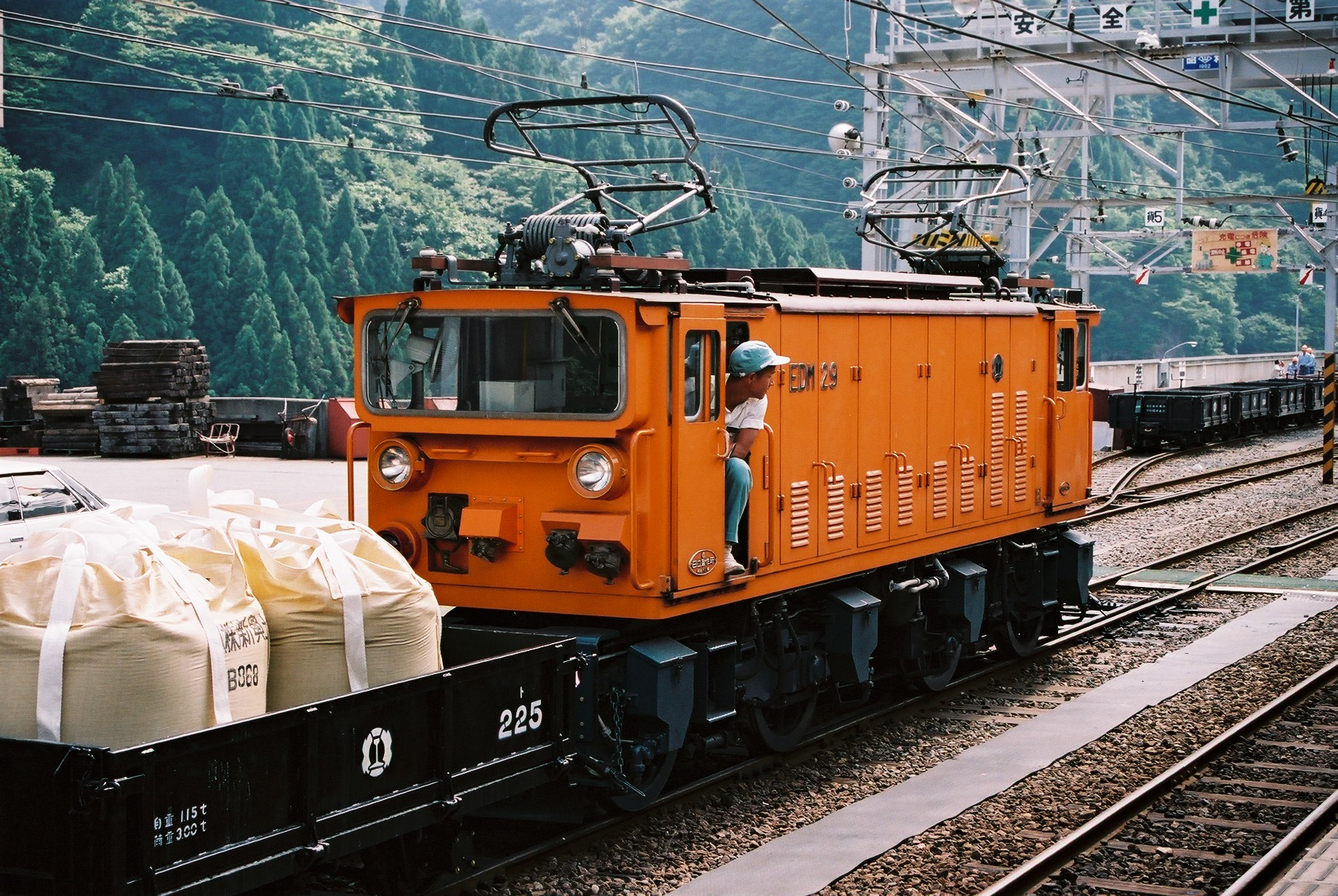
Locomotiva elettrica n. 29

Nel 2006 la società gestiva 25 locomotive, 139 carrozze passeggeri e 204 carri merci.

### Locomotive elettriche
- Classe EB (nn. 1–3, 5–7): dismessa nel 1984
- Classe ED (nn. 8-11): i n. 9-11 sono operativi
- Classe EDS (n. 13, 15-17): la n. 13 è operativa
- Classe EDM (n. 22, 23, 30-32)
- Classe EDR (n. 17-21, 24-29, 33)
- Classe EHR (n. 101, 102)

### Locomotive a batteria
- Classe BB (n. 1, 2)

### Locomotive diesel

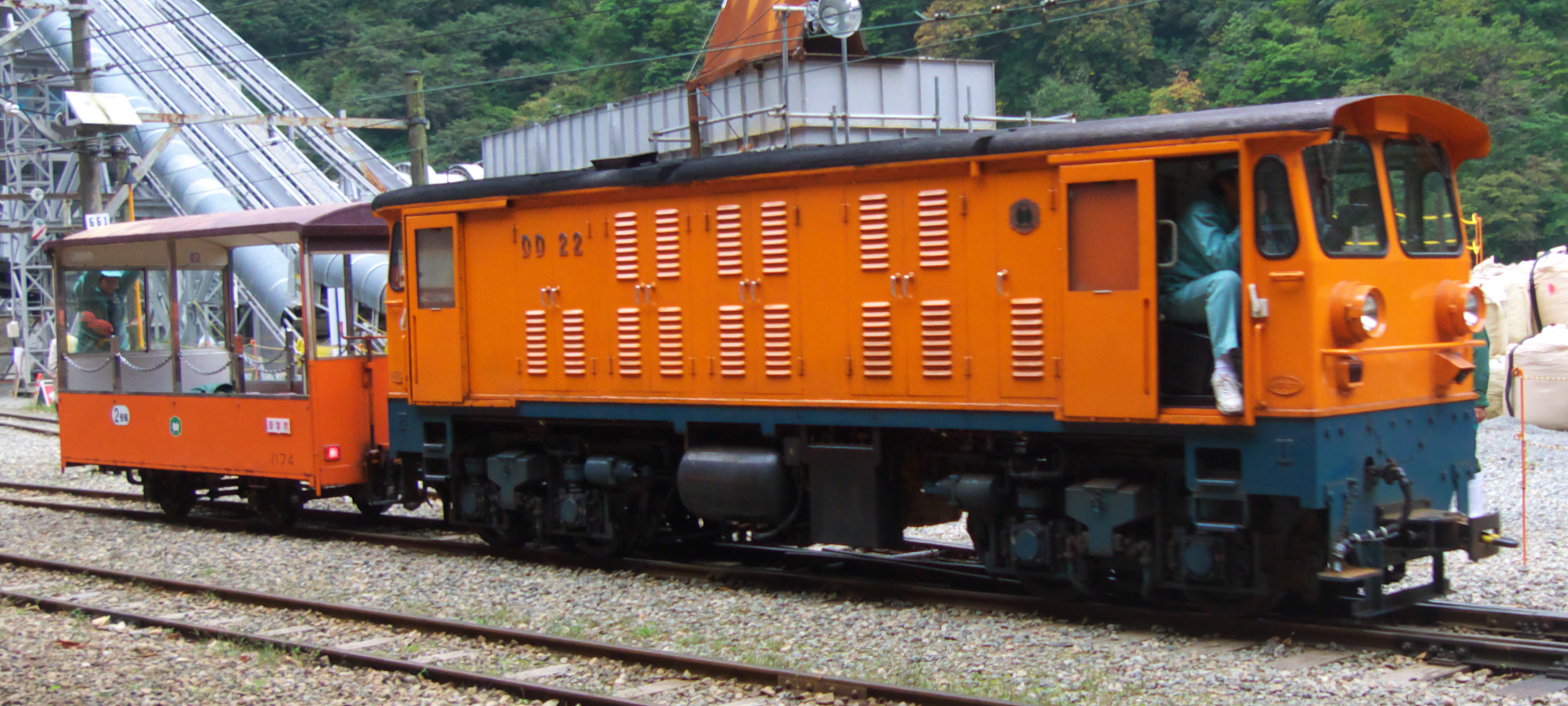
Locomotiva diesel DD22

- Classe DB (n. 11): dismessa nel 1985
- DD21: dismesso nel 1979
- DD22: pronto per il funzionamento
- DD23: dismesso nel 2000
- DD24: pronto per il funzionamento

### Autovetture passeggeri

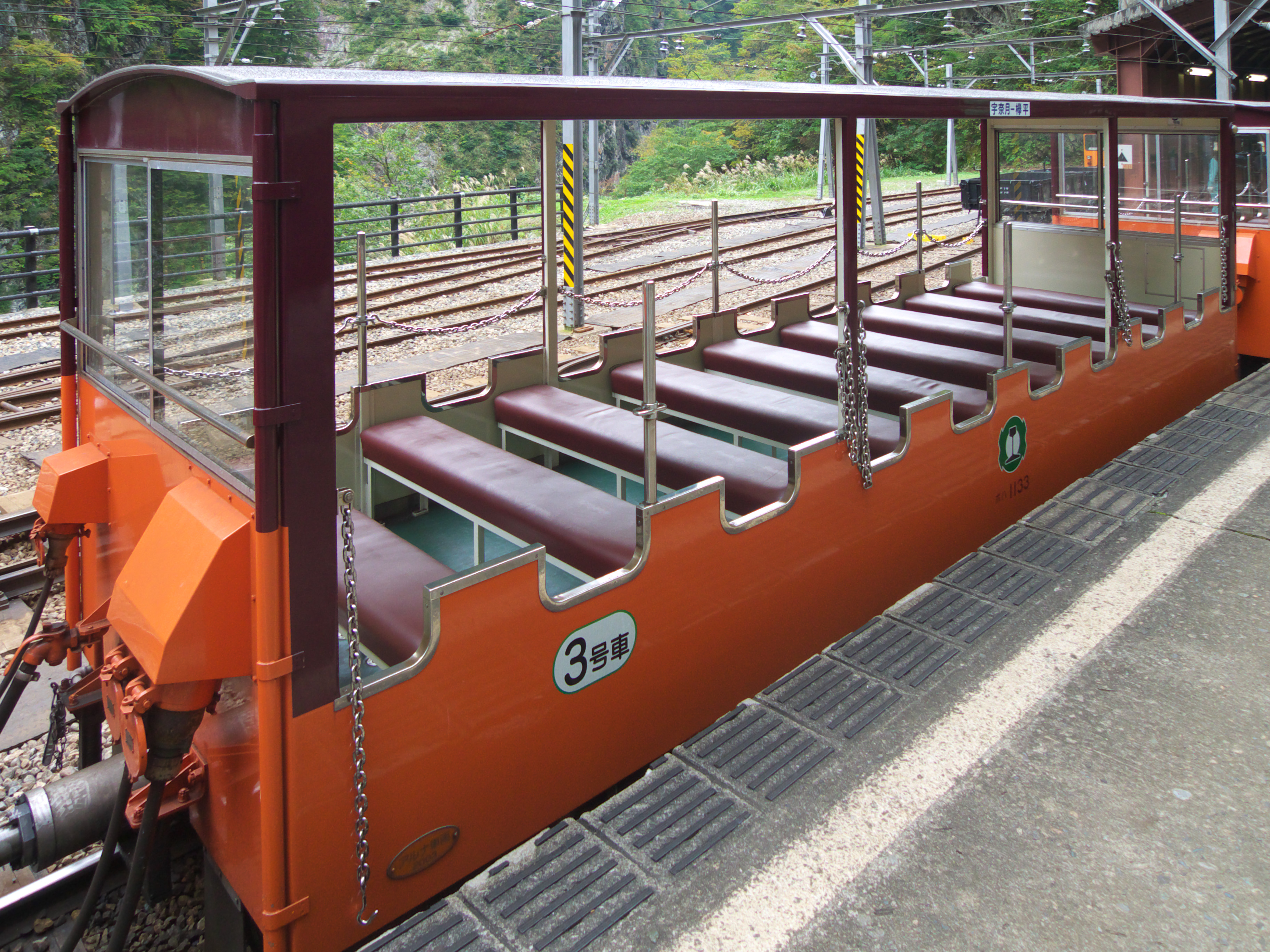
Autovettura aperta

- Classe Ha (ハ?): autovettura aperta a due assi
- Classe 1000: autovettura aperta
- Classe 2000: Vettura riscaldata, riscaldata, con sedili trasversali fissi, soggetta a sovrapprezzo
- Classe 2500: vettura riscaldata, riscaldata, con sedili abbattibili a seconda del senso di marcia, soggetta a supplemento
- Classe 2800: carrozza lounge, riscaldata, con sedili ribaltabili a seconda della direzione di viaggio, soggetta a supplemento
- Classe 3000: carrozza panoramica soggetta a supplemento

### Vagoni merci

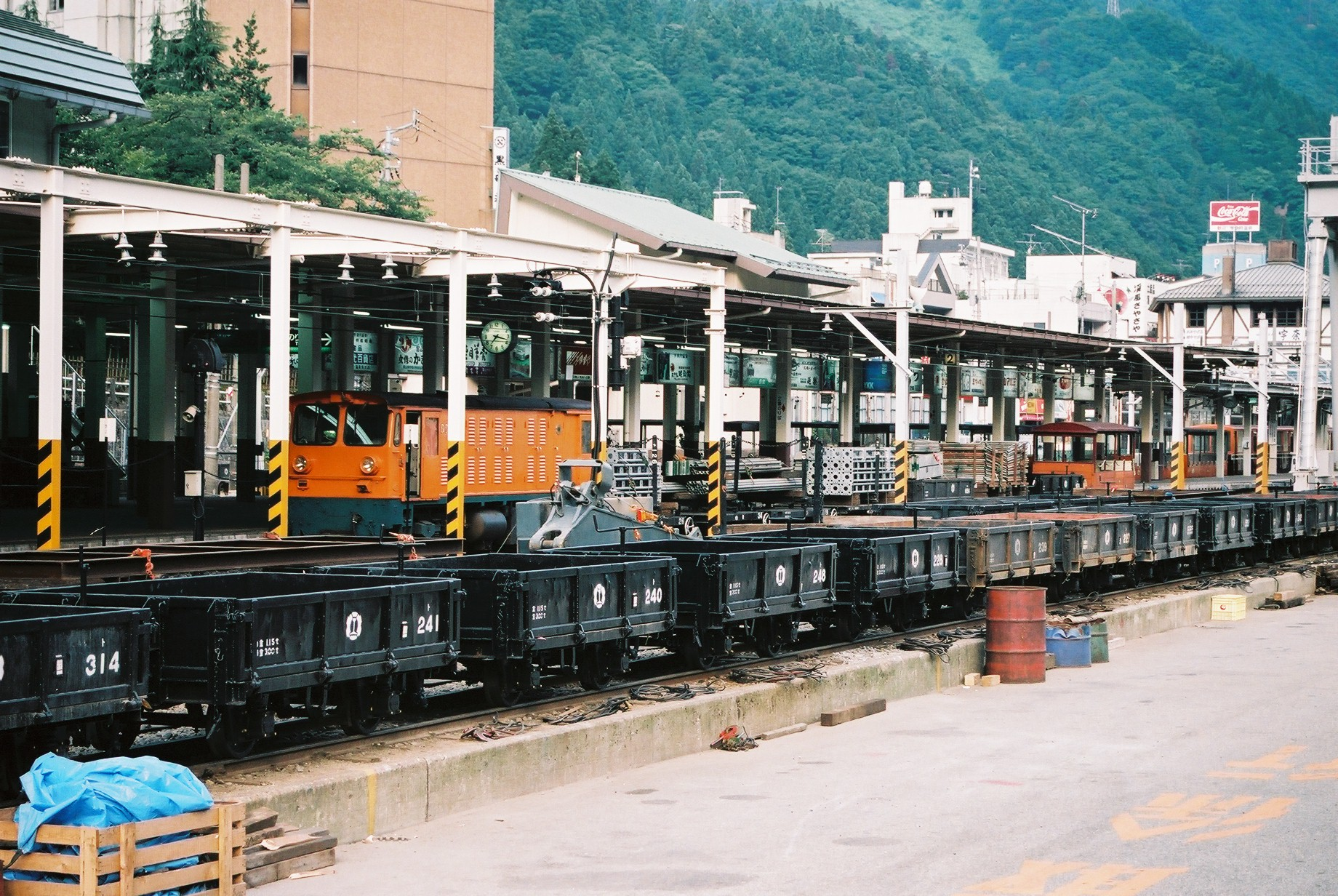
Freight cars of the Kurobe Gorge Railway

- Classe Wa (ワ?): vagone merci
- Classe Oshi (オシ?): caricatore basso
- Classe Muchi (ムチ?): pianale
- Classe Nachi (ナチ?): pianale
- Classe Ochi (オチ?): pianale
- Classe Oto (オト?): vagone merci aperto
- Classe To (ト?): vagone merci aperto
- Classe Chi (チ?): pianale
- Classe Shi (シ?): caricatore basso